# Georg

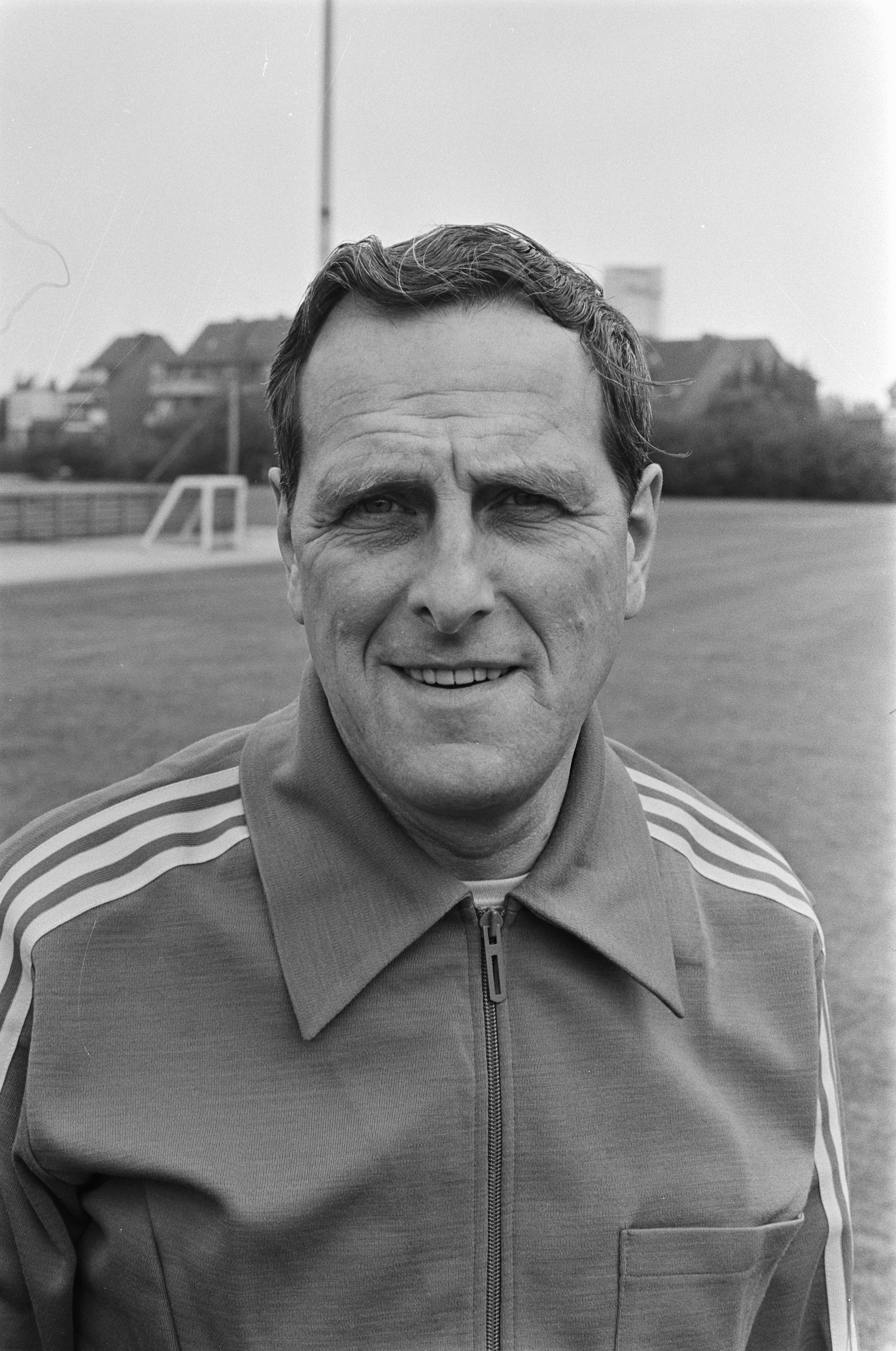
Georg "Åby" Ericson, 1974.

Mansnamnet Georg är ursprungligen grekiskt och har kommit till Sverige via den latinska formen Georgius. Betydelsen är 'bonde, jordbrukare'. Svenska varianter av namnet är Örjan, Göran och Jörgen. De senaste åren har den engelska stavningen George blivit vanligare. Flera brittiska kungar har haft namnet (i formen George på engelska) och brukar översättas till Georg på svenska.
Namnet tar formerna Georgi eller Juri på ryska, Georges på franska, Giorgio på italienska, Jorge på spanska och portugisiska, Joris på nederländska, Jerzy på polska, Jiří på tjeckiska, Jordi på katalanska och Yrjö, Jori, Jyri eller Jyrki på finska.
De första årtiondena efter förra sekelskiftet var Georg mycket vanligt. Den 31 december 2005 fanns totalt 23 690 personer i Sverige med namnet Georg, varav 2 958 med det som tilltalsnamn. År 2003 fick 204 pojkar namnet, varav 31 fick det som tilltalsnamn.
Namnsdag: I Sverige 23 april. I den finlandssvenska namnsdagslängden har Georg namnsdag 23 april sedan starten 1929, då en egen namnsdagskalender togs i bruk för finlandssvenskar.
En vanlig svensk smekform för Georg är Jojje (se till exempel Georg Rydeberg, Georg (Åby) Ericson och Georg Wadenius).

## Personer med namnet Georg, George eller Georges
- Georg Adlersparre, svensk greve, officer och författare
- Georg Andersson (1900–1948), svensk konstnär
- Georg Andersson (1902–1969), svensk konstnär
- Georg Andersson (författare)
- Georg Andersson (politiker), svensk politiker
- Georg Andersson (psalmförfattare) (1922–1997)
- George Edward Anderson (1860–1928), amerikansk fotograf
- Georg Andrén, svensk statsvetare och politiker (h)
- George Wildman Ball, amerikansk diplomat
- George Wells Beadle, amerikansk genetiker, mottagare av Nobelpriset i fysiologi eller medicin 1958
- J. Georg Bednorz, tysk fysiker, mottagare av Nobelpriset i fysik 1987
- Georg von Békésy, ungersk biofysiker, mottagare av Nobelpriset i fysiologi eller medicin 1961
- Georges Bernanos, fransk författare
- George Best, nordirländsk fotbollsspelare
- Georg Borgström, svenskfödd amerikansk växtfysiolog och livsmedelsforskare
- Georg von Braun, svensk militär och ryttare, OS-guld 1920
- George H.W. Bush, USA:s vicepresident 1981–1989, president 1989–1993
- George W. Bush,  USA:s president 2001–2009
- Georg Brandes, dansk litteraturkritiker
- Georges Cain, fransk målare och författare
- George Canning, brittisk politiker, premiärminister 1827
- Georg Cantor, tysk matematiker och professor
- Georges Charpak, fransk fysiker, mottagare av Nobelpriset i fysik 1992
- Georges Clemenceau, fransk politiker
- George Clooney, amerikansk skådespelare och regissör
- George Cramne, liberiafödd svensk boxare, OS-silver 1988
- Georg Curtius, tysk språkforskare
- George Curzon, 1:e markis Curzon av Kedleston, brittisk statsman
- Georg Danell, svensk politiker (M) och statsråd
- Georg Carl von Döbeln, svensk friherre och generallöjtnant
- George Eastman, amerikansk uppfinnare, grundare av Eastman Kodak
- George Enescu, rumänsk violinist, cellist, dirigent och tonsättare
- Georg "Åby" Ericson, svensk fotbollsspelare och fotbollstränare
- George Fisher, amerikansk sångare i death metal-bandet Cannibal Corpse
- George Formby, brittisk sångare, musiker, komiker
- Georg Funkquist, svensk skådespelare
- George M. Grant, amerikansk politiker
- George Hamilton-Gordon, 4:e earl av Aberdeen, brittisk politiker, premiärminister 1852–1855
- George Harrison, brittisk musiker, gitarrist, sångare, låtskrivare och producent, medlem i The Beatles
- George H. Heinke, amerikansk politiker
- Georg von Hertling, tysk politiker, rikskansler 1917–1918
- George de Hevesy, ungersk-svensk kemist, mottagare av Nobelpriset i kemi 1943
- George H. Hitchings, amerikansk biokemisk, mottagare av Nobelpriset i fysiologi eller medicin 1988
- Georg Friedrich Händel, tysk-engelsk kompositör
- Kurt Georg Kiesinger, tysk politiker och Västtysklands förbundskansler 1966–1969
- Georg Wenzeslaus von Knobelsdorff, tysk friherre och arkitekt
- Georg von Küchler, tysk militär
- Georg Lagerstedt, svensk tecknare, målare och illustratör
- Georg de Laval (idrottsman), svensk militär, modern femkampare, OS-brons 1912
- Georg Ledebour, tysk politiker och tidningsman
- George Leonardos, grekisk journalist och författare
- Georg Listing, tysk musiker i Tokio Hotel
- George Lucas, amerikansk filmregissör, manusförfattare och filmproducent
- Georg Luger, österrikisk formgivare, vapenkonstruktör
- Georg Lundgren, svensk professor i oorganisk kemi, universitetsrektor
- George C. Marshall, amerikansk militär och ämbetsman, mottagare av Nobels fredspris 1953
- George Martin, brittisk skivproducent
- George B. McClellan, amerikansk militär och politiker
- George McGovern, amerikansk politiker
- George Meade, amerikansk general
- George Michael,  engelsk musiker, producent och låtskrivare
- Georg Michaelis, tysk jurist och politiker, rikskansler 1917
- George R. Minot, amerikansk läkare och professor, mottagare av Nobelpriset i fysiologi eller medicin 1934
- Georg Norrby, svensk skådespelare
- Georg Ohm, tysk fysiker
- George Olah, ungersk-amerikansk kemist, mottagare av Nobelpriset i kemi 1994
- George Orwell, egentligen Eric Arthur Blair, brittisk författare och journalist
- George E. Palade, rumänsk-amerikansk cellbiolog, mottagare av Nobelpriset i fysiologi eller medicin 1974
- George S. Patton, amerikansk militär
- Georges Pire, belgisk dominikanermunk, mottagare av Nobels fredspris 1958
- Georges Pompidou,  fransk politiker och Frankrikes premiärminister 1962–1968 och Frankrikes president och furste av Andorra 1969–1974
- George Porter, brittisk fotokemist, mottagare av Nobelpriset i kemi 1967
- Georges Pretre, fransk dirigent
- George Raynor, brittisk fotbollsspelare och -tränare
- Georges Remi, belgisk serieskapare känd under pseudonymen Hergé
- Georg Riedel, svensk musiker och kompositör
- Georg von Rosen, svensk greve och konstnär
- Georg Rheticus, österrikisk matematiker och astronom
- Georg Rydeberg, svensk skådespelare
- Georg Scheutz, svensk uppfinnare, publicist, bokförläggare, jurist, översättare och grafiker
- George Scott, svensk boxare, OS-silver 1988
- George Bernard Shaw, brittisk författare, nobelpristagare i litteratur 1925
- George P. Shultz,  amerikansk politiker och USA:s arbetsminister 1969–1970, finansminister 1972–1974 och utrikesminister 1982–1989
- Georges Simenon, belgisk författare
- Georg Kastriota Skanderbeg, albansk nationalhjälte
- Georg Skarstedt, svensk skådespelare
- George E. Smith, amerikansk fysiker, mottagare av Nobelpriset i fysik 2009
- George P. Smith, amerikansk biokemist, mottagare av Nobelpriset i kemi 2018
- George F. Smoot, amerikansk fysiker, mottagare av Nobelpriset i fysik 2006
- George D. Snell, amerikansk immunologi, mottagare av Nobelpriset i fysiologi eller medicin 1980
- Georg Späth, tysk backhoppare
- Georg Stahl, tysk kemist och läkare
- Georg Stiernhielm, svensk ämbetsman, språkforskare och skald
- George Szell, ungersk dirigent
- Georg Philipp Telemann, tysk kompositör
- Georg Tengwall, svensk tävlingsseglare, OS-guld 1920
- Georg Thoma, tysk backhoppare och nordisk kombination
- George Paget Thomson, brittisk fysiker, mottagare av Nobelpriset i fysik 1937
- Georg Wadenius, svensk musiker, kompositör, arrangör, producent och sångare
- George Wald, amerikansk biokemisk och fysiolog, mottagare av Nobelpriset i fysiologi eller medicin 1967
- George Wallace, amerikansk politiker
- George Washington, amerikansk godsägare, militär och statsman samt USA:s förste president 1789–1797
- George Weah, liberiansk f.d. fotbollsspelare, Liberias president 2018–
- George H. Whipple, amerikansk läkare och patolog, mottagare av Nobelpriset i fysiologi eller medicin 1934
- George White, amerikansk politiker och guvernör i Ohio
- Georg Wittig, tysk kemist, mottagare av Nobelpriset i kemi 1979
- Georg Åberg, svensk friidrottare, OS-silver och OS-brons 1912
- Georg Årlin, svensk skådespelare
- Boy George, brittisk popartist
- Elizabeth George, amerikansk kriminalförfattare

### Kungliga personer med förnamnet Georg
- Georg av Holstein-Gottorp
- Georg I av Hessen-Darmstadt
- Georg I av Georgien (998/1002–1027)
- Georg I av Grekland
- Georg I av Storbritannien
- Georg II av Storbritannien
- Georg III av Storbritannien
- Georg IV av Storbritannien
- Georg V av Storbritannien
- Georg VI av Storbritannien
- Prins George av Cambridge

## Fiktiva personer med förnamnet Georg/George
- George, en av männen i Jerome K. Jeromes roman Tre män i en båt från 1889
- George och Lennie, de båda lantarbetarna i John Steinbecks roman Möss och människor från 1937
- George och Martha, ett par i Edward Albees drama Vem är rädd för Virginia Wolf? från 1962
- George Dandin, titelfigur i Molières komedi
- Georg Schalén, en av pojkarna i Sigfrid Siwertz roman Mälarpirater från 1911
- George Smiley, brittisk underrättelseofficer från John le Carrés böcker
- George Weasley, en person i J.K. Rowlings romanserie om Harry Potter